# Homalispa
Homalispa is een geslacht van kevers uit de familie bladkevers (Chrysomelidae).
De wetenschappelijke naam van het geslacht werd in 1858 gepubliceerd door Joseph Sugar Baly.

## Soorten
- Homalispa apicalis Baly, 1858
- Homalispa armata Baly, 1858
- Homalispa balyi Weise, 1910
- Homalispa batesii Baly, 1858
- Homalispa cimicoides (Guérin-Méneville, 1844)
- Homalispa coeruleipennis (Guérin-Méneville, 1844)
- Homalispa collaris Waterhouse, 1881
- Homalispa cribripennis Wasterhouse, 1881
- Homalispa cyanipennis (Fabricius, 1801)
- Homalispa deyrollei Baly, 1858
- Homalispa diversipes Pic, 1936
- Homalispa egena Weise, 1921
- Homalispa gracilis Baly, 1885
- Homalispa grayella Baly, 1858
- Homalispa javeti Baly, 1858
- Homalispa limbifera Baly, 1885
- Homalispa marginata Baly, 1858
- Homalispa mendex Weise, 1910
- Homalispa miniacea (Blanchard, 1843)
- Homalispa nevermanni Uhmann, 1930
- Homalispa reticulata Uhmann, 1937
- Homalispa signata Pic, 1926
- Homalispa subelongata Pic, 1936
- Homalispa sulcicollis Champion, 1920
- Homalispa tibiella Weise, 1910
- Homalispa variabilis Baly, 1885
- Homalispa vespertina Baly, 1858
- Homalispa wallisi Uhmann, 1957